# Annibale (film)
Annibale è un film del 1959 diretto da Carlo Ludovico Bragaglia ed Edgar G. Ulmer.

## Trama
Annibale, il mitico generale cartaginese, dopo aver superato le Alpi scortato dagli elefanti, inizia un'apparente inarrestabile marcia vittoriosa tra i campi di battaglia italiani. La presenza di Silvia, matrona romana e nipote di Quinto Fabio Massimo, l'uomo più potente del Senato, crea degli scontri nel suo accampamento ma sarà solo la morte dell'amato fratello Asdrubale a indebolire il condottiero.

## Produzione
È il primo film in cui compaiono insieme Mario Girotti e Carlo Pedersoli, che più avanti prenderanno i soprannomi di Terence Hill e Bud Spencer. La pellicola tuttavia non è solitamente considerata parte della filmografia della coppia in quanto i due attori recitarono in scene separate e non si incontrarono mai sul set. Il loro primo film assieme sarà Dio perdona... io no! del 1967, con la regia di Giuseppe Colizzi.

## Distribuzione
Il film è stato distribuito in diversi paesi con vari titoli:
- Stati Uniti d'America e Regno Unito: Hannibal
- Germania: Hannibal
- Francia: Hannibal
- Ungheria: Hannibál
- Russia: Ганнибал[2]